# میکائل بوفاز
میکائل بوفاز (فرانسوی: Mickaël Buffaz‎؛ زادهٔ ۲۱ مهٔ ۱۹۷۹) دوچرخه‌سوار اهل فرانسه است.